# Nikolaï Zlatovratski
Nikolaï Nikolaïevitch Zlatovratski (Никола́й Никола́евич Златовра́тский), né le 14 décembre 1845 (26 décembre dans le calendrier grégorien) à Vladimir et mort le 10 décembre 1911 (23 décembre dans le calendrier grégorien) à Moscou, est un écrivain russe inspiré par le thème de la paysannerie. Il a acquis la notoriété par des œuvres dans l'esprit du mouvement des narodniki, idéalisant la communauté paysanne russe. Dans la seconde moitié des années 1880, il tombe sous l'influence de Tolstoï et défend l'idée de non-résistance.

## Biographie

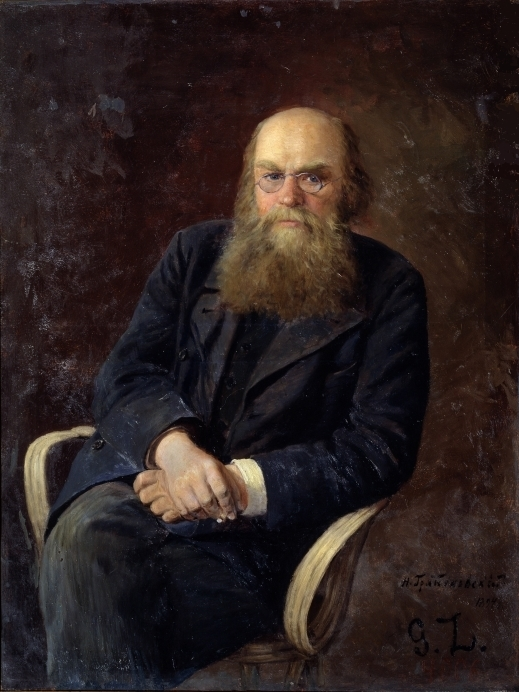
Portrait de Zlatovratski par Grandkovski (1894).

Son père Nikolaï Petrovitch était commis au bureau du maréchal provincial de la noblesse ; par éducation et origine, comme sa mère Maria Yakovlevna (née Tchernycheva), ils appartenaient au milieu des familles du clergé. À la fin des années 1850, il ouvre, grâce à l'aide de son chef, une bibliothèque publique. Et c'est ainsi que son fils Nikolaï Nikolaïevitch, alors lycéen, profite de lectures nombreuses et de choix. Son père manifeste l'intention d'éditer un journal intitulé Le Messager de Vladimir, mais n'en reçoit pas la permission des autorités. Nikolaï Dobrolioubov, ancien condisciple de l'Institut pédagogique, devait participer à ce projet, ainsi qu'un ami des deux frères de Nikolaï Petrovitch. Ces oncles, qui faisaient fréquemment des séjours prolongés à la campagne, chez des parents, ont eu une influence décisive sur l'intérêt précoce du futur écrivain envers la vie paysanne et le folklore russe.
Au gymnasium (lycée classique en Russie), Zlatovratski publie un journal lycéen manuscrit, écrit des poèmes imitatifs, des histoires et une pièce de théâtre « selon Ostrovski ». Après avoir obtenu son diplôme de fin d'études secondaires, il étudie à la faculté d'histoire et de philologie de l'université impériale de Moscou (1864-1865), puis à l'institut de technologie de Saint-Pétersbourg (1865-1866); mais il ne peut pas terminer ses études, vivant constamment dans le besoin.
En 1866, il trouve par hasard un emploi de correcteur à la revue Le Fils de la Patrie (« Сын отечества ») qui éveille en lui la passion de la littérature. Il parvient à faire paraître un court récit intitulé La Perte du bétail (« Падёж скота ») dans le journal Iskra (L'Étincelle) de Vassili Kourotchkine, puis d'autres dans Le Réveille-Matin, La Semaine et dans Les Nouvelles. Ces récits sont réunis plus tard dans le petit recueil Le Petit Chtchédrine.
Cependant il tombe malade et il est obligé de retourner chez ses parents à Vladimir pour se soigner. Il se rétablit quelque peu et écrit la nouvelle intitulée Les Paysans jurés (« Крестьяне-присяжные »), parue dans Les Annales de la Patrie en 1874. Cette nouvelle connaît un grand succès et lui permet de renforcer sa position littéraire. Parmi les travaux ultérieurs de Zlatovratski, l'on peut distinguer la vaste Histoire d'un village; Fondations (« Устои ») ; l'essai La Vie de tous les jours au village (« Деревенские будни ») publiés dans Les Annales de la Patrie. Les romans et les histoires de Zlatovratski sont  publiés dans des livres séparés, et ses Œuvres complètes en deux éditions, en 1884-1889 et en 1891.
En 1909, il est nommé académicien d'honneur de l'Académie des sciences de Saint-Pétersbourg. Il est enterré au cimetière Vagankovo (21e division),.